# جيما دريوسي
جيما دريوسي (17 أغسطس 1972 -)، ممثلة سورية، كانت بداية انطلاقتها التلفزيونية في عام 1996، عندما ظهرت مع دريد لحام في مسلسل أبو الهنا، وبعدها اشتركت لاحقا مع الفنان دريد لحام في عدد من المسلسلات.

## مشوارها المهني
بدايتها كانت من خلال الإعلانات التجارية، كان أول ظهور لها على شاشة التلفزيون في مسلسل «أحلام أبو الهنا» الذي عرض في رمضان 1996 وهو مسلسل كوميدي حيث كان هذا المسلسل هو بداية انطلاقتها، وقد أدت في هذا المسلسل دور «لطفية» زوجة «أبو لطفي» وهو يكبرها في السن وجار أبو الهنا في نفس العمارة، أدى نجاح ذلك المسلسل الكبير إلى محبة الناس إلى الشخصيات التي شاركت في ذلك المسلسل ولفت النظر إليهم، مما أدى إلى مشاركتها في عدد من مسلسلات دريد لحام التي لاقت نجاحا أيضا.
عام 1998 ظهرت في مسلسل «عودة غوار - الأصدقاء» الذي أعطى لها مساحة كبيرة خلال عشر حلقات تجسد فيه دور ابنته «أمل الطوشي» التي تم قتل أمها من قبل «أبو العز» وهو صاحب فيلا كان والدها يعمل به ومن خلال تلك الجريمة سجن «غوار» لعشرين عام ليبحث أخيرا عنها، وقد أدت هذا الدور بشكل رائع ومؤثر خصوصاً في الحلقات الأخيرة.
كما وشاركت أيضا مع دريد لحام في مسلسل «عائلتي وأنا» وتجسد فيها أيضا أحد أبنائه ولكن في هذه المرة تكون ابنة «مطيع بيك» وهو أب لأسرة غنية ولكنها تخسر كل ما لديها فيبيع كل أملاكه وتجبر عائلته في أعمال متواضعة من خلال مواقف كوميدية وجسدت في هذا المسلسل دور «فدوى» ابنة مطيع بك تخطط هي وأخوها لأخذ المال الذي مع والدهما وهي سبب في العديد من المشاكل من خلال مواقف طريفة.
عام 2000 قامت بدور في مسلسل خليجي سوري تم تصويره في دمشق حيث لم يلق النجاح وهو 
«أساطير شعبية» كما شاركت في مسلسل اسمه أحلام عبدو والعديد من المسلسلات القصيرة والبرامج المنوعة منها الترفيهي ومنها التوجيهي والتعليمي، هي مندوبة للمؤسسة العامة السينما في سوريا

### غيابها عن الفن وعودتها
تزوجت عام 2000 ابتعدت عن العمل الفني وسافرت مع زوجها للإقامة في الصين في مقاطعة كواندون وبالتحديد في كوانزو وأنجبت بنت وولد، انقطعت عن التمثيل لمدة 18 عشر عاما وعادت عام 2019 بمسلسل حمل عنوان «كرم منجل» 

## أعمالها

### في التلفزيون
| سنة الإنتاج | اسم المسلسل                    | الشخصية                 |
| ----------- | ------------------------------ | ----------------------- |
| 2019        | كرم منجل                       |                         |
| 2000        | أساطير شعبية                   |                         |
| 2000        | عائلتي وأنا                    | (فدوى)                  |
| 1999        | عودة غوار(الأصدقاء)            | (أمل)                   |
| 1998        | أحلام عبدو                     |                         |
| 1996        | صوت الفضاء الرنان              |                         |
| 1996        | أحلام أبو الهنا                | (لطفية)                 |
| 1995        | منكم وإليكم والسلام عليكم (ج2) | (مقالب الكاميرا الخفية) |

## روابط خارجية
- جيما دريوسي على موقع قاعدة بيانات الأفلام العربية